# Gedersdorf
Gedersdorf est une commune autrichienne du district de Krems en Basse-Autriche.